# EUFOR Tchad/RCA
European Union Force Chad/CAR, o EUFOR Tchad/RCA, era la missió de la Unió Europea al Txad i la República Centreafricana (CAR), autoritzada a l'octubre de 2007. EUFOR Chad/CAR va ser autoritzada sota la mateixa resolució del Consell de Seguretat de les Nacions Unides que va ordenar la Missió de les Nacions Unides a la República Centreafricana i al Txad (MINURCAT), una força de l'ONU encarregada de formar la policia i millorar la infraestructura judicial.
El mandat de la Força de la Unió Europea va incloure «adoptar totes les mesures necessàries, dins de les seves capacitats i la seva àrea de funcionament a l'est de Txad i al nord-est de la República Centreafricana» per protegir els civils, facilitar el lliurament de l'ajuda humanitària i garantir la seguretat del personal de l'ONU, en una zona que es trobava en conflicte armat. L'operació militar va ser aprovada pel Consell de la Unió Europea el 15 d'octubre de 2007. El comandant d'operacions de la UE va ser el tinent general Patrick Nash de les Forces de Defensa Irlandeses. Es va anunciar una força de 4.300 soldats. D'aquests, 3,700 soldats foren desplegats en l'àrea d'operacions, i una reserva estratègica de 600 efectius va ser estacionada a Europa.
La missió es va començar a implementar el febrer de 2008, arribant a la seva capacitat operativa inicial el 15 de març de 2008. El 15 de març de 2009 se'n va fer càrrec una força de l'ONU sota del mandat del MINURCAT.

## Efectius per nacions

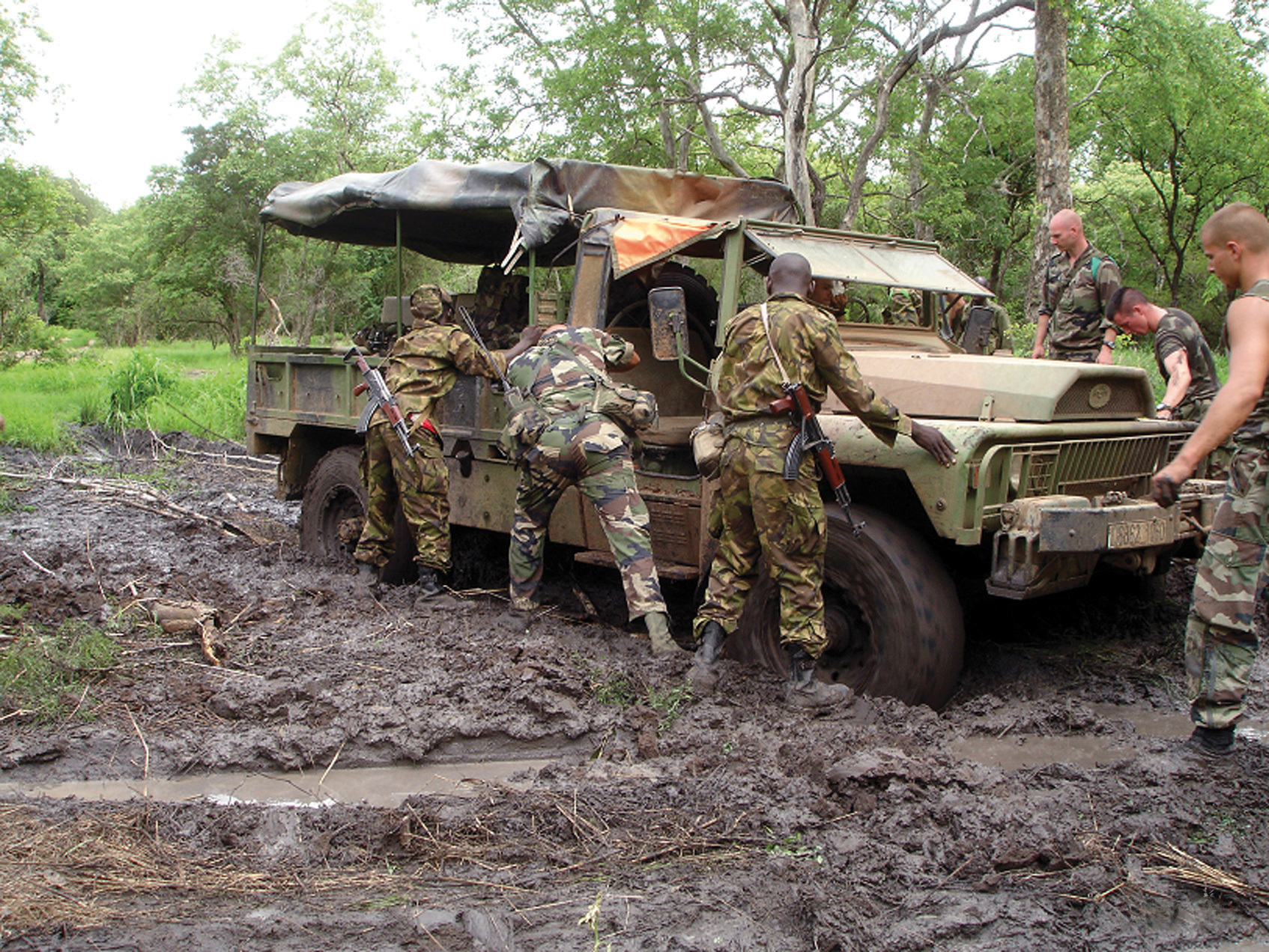
Soldats de l'EUFOR al Txad.

En maig de 2008 hi havia 2.732 soldats estacionats al país corresponents a les següents nacions.
- Albània Albania – 60 efectius
- Àustria Austria – 160 efectius, 50 forces especials del Jagdkommando[10]
- Bèlgica – 100 efectius, 22 del Grup de Forces Especials (Bèlgica), un avió C-130 + personal aviador
- Bulgària Dos oficials
- Croàcia 15 forces especials (Batalló d'Operacions Especials)[11]
- Estònia – 55 efectius
- Finlàndia – 60 efectius
- França – 2,000 efectius, 8 helicòpters, 500 soldats proporcionant suport logístic[3][12]
- Alemanya – Quatre[13]
- Grècia – Quatre[14]
- Irlanda – 450 efectius, iinclosos 50 Army Ranger Wing (forces especials) operatius i dos helicòpters[15][16]
- Itàlia – 100 efectius (dos metges)
- Països Baixos – 60 marines[17]
- Polònia – 400 efectius[18] 16 KTO Rosomak APCs,[19] tres helicòpters Mi-17 i un avió de transport C-295.
- Portugal – Un C-130H amb 30 personal d'aviació[14]
- Romania – 120 efectius
- Eslovènia – 15 forces especials (ESD) inclosos un a l'EUFOR HQ a França[20]
- Espanya – dos avions de transport tàctic (CASA 295) amb 100 efectius[21]
- Suècia – 202 marines suecs i un petit grup dels Särskilda skyddsgruppen (SSG)
- Regne Unit – Quatre[14]

## Baixes
El 4 de març de 2008, dos soldats francesos en un vehicle tipus Landroot es van desplaçar 3 km a Sudan del Txad i van ser atacats per forces sudaneses. Un dels soldats va ser assassinat i va desaparèixer i l'altre va resultar ferit. Dotze soldats francesos van entrar llavors al Sudan per buscar el soldat desaparegut. Després van ser sotmesos a foc, i van disparar, matant a un soldat sudanès. El 5 de març, l'exèrcit sudanès va trobar el cos del soldat desaparegut i va ser traslladat a Khartum per ser entregat als francesos. No obstant això, una de les granades dels soldats va detonar quan van arrossegar el seu cos i va matar a quatre treballadors sudanesos.